# علم الشيشان
علم الشيشان (بالشيشانية: Нохчийн Республикан байракх)‏ يتكون من ثلاثة أشرطة أفقية (من أعلى إلى أسفل): أخضر ويمثل الإسلام، وأبيض، وأحمر. ويوجد شريط ضيّق باللون الأبيض على يسار العلم يحتوي على زخرفة وطنية. أعتمد العلم في عام 2004، من قبل حكومة الشيشان.

## أعلام سابقة

علم الشيشان من نهاية عام 1785 حتى 8 مارس 1840
إمارة القوقاز الشمالي (1919-1920)
جمهورية شمال القوقاز الجبلية (1917-1920)
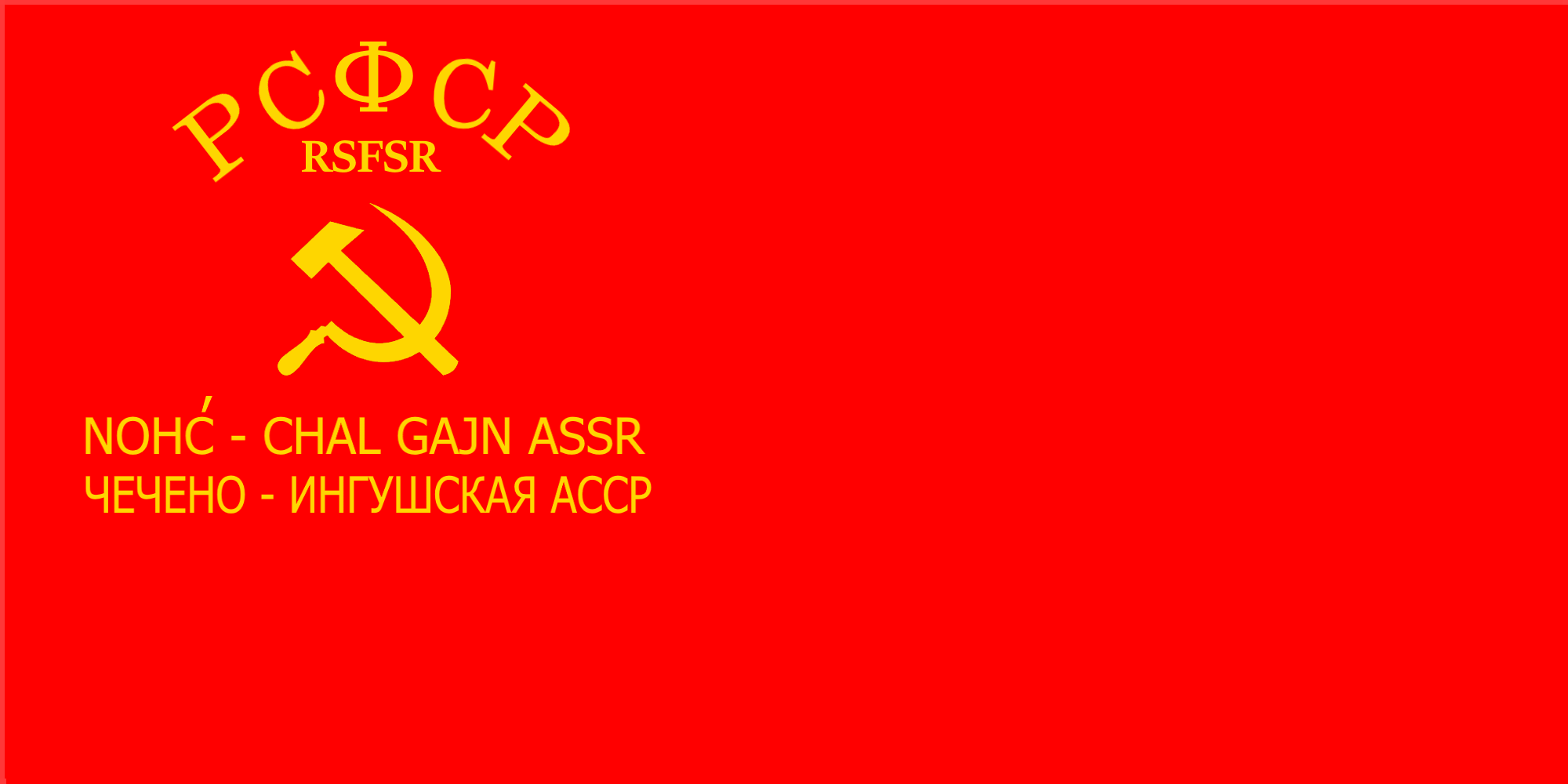
جمهورية الشيشان - إنغوشيتيا الاشتراكية السوفيتية المتمتعة بالحكم الذاتي (1937–1944)
جمهورية الشيشان - إنغوشيتيا الاشتراكية السوفيتية المتمتعة بالحكم الذاتي (1957-1978)
جمهورية الشيشان - إنغوشيتيا الاشتراكية السوفيتية المتمتعة بالحكم الذاتي (1978–1991)
جمهورية إشكيريا الشيشانية1991-2000 2005-2000جمهورية إشكيريا الشيشانية
علم الشيشان قبل 2004-2007